# Xia Jie
Xia Jie è il nome completo di Jie (桀T, JiéP, anche chiamato Dì Jié (帝桀S)), diciassettesimo ed ultimo re della dinastia Xia. Il suo nome personale era Lǚ Guǐ (履癸T).
Avrebbe regnato dal 1818 al 1767 a.C. Salì al trono nell'anno di Ren Chen (壬辰), secondo il Da Liu Ren (calendario astrologico), e stabilì la sua capitale a Zhenxun (斟 鄩) (oggi Gongyi). Non era un cattivo leader, fino a quando conobbe Moxi (末 喜), che divenne la sua concubina (lui aveva già due mogli). Da quel momento, egli non prestò più attenzione agli affari di stato, pensando soltanto al divertimento più sfrenato e trattando il suo popolo con estrema crudeltà. 
Moxi affermava di aver corrotto il re grazie alle sue abilità sessuali. Secondo la leggenda, lei stessa avrebbe fatto costruire un lago pieno di vino, in cui si svolgevano orge sfrenate, un giorno ordinò a tremila uomini di berlo completamente. Quando tutti annegarono ella rise divertita Questo evento venne ricordato sull'Han shi waizhuan di Han Ying.. 
A causa di questi eccessi e del malgoverno, il declino della dinastia Xia si concretizzò rapidamente. 
Jie aveva fatto imprigionare ingiustamente Shang Tang, un suo vassallo, che poi aveva liberato. Ma Tang tenne a mente l'ingiustizia subita. Qualche anno dopo, dopo essersi rafforzato ed aver ampliato il suo feudo, attaccò Jie e, nel 31º anno del regno di Jie, lo sconfisse nella battaglia di Mingtiao (鳴條之戰). Jie fuggì ma fu inseguito e catturato dal generale Wuzi (戊子). 
Venne imprigionato, in seguito liberato e morì di malattia in esilio. Questo segnò la fine della dinastia Xia dopo un mezzo millennio di dominio, Shang Tang divenne il nuovo re dando inizio alla dinastia Shang che avrebbe guidato la Cina per quasi 600 anni.